# Museumsfahrzeuge des Straßenbahnmuseums Dresden
Die Museumsfahrzeuge des Straßenbahnmuseums Dresden sind in der Regel fahrbereit gehaltene historische Straßenbahntrieb- und -beiwagen, die dem Ziel des Straßenbahnmuseum Dresden e. V. entsprechen, „die historischen Straßenbahnen und die Anlagen der Straßenbahn in Dresden und im Umland als technische Zeitzeugen zu erhalten“.

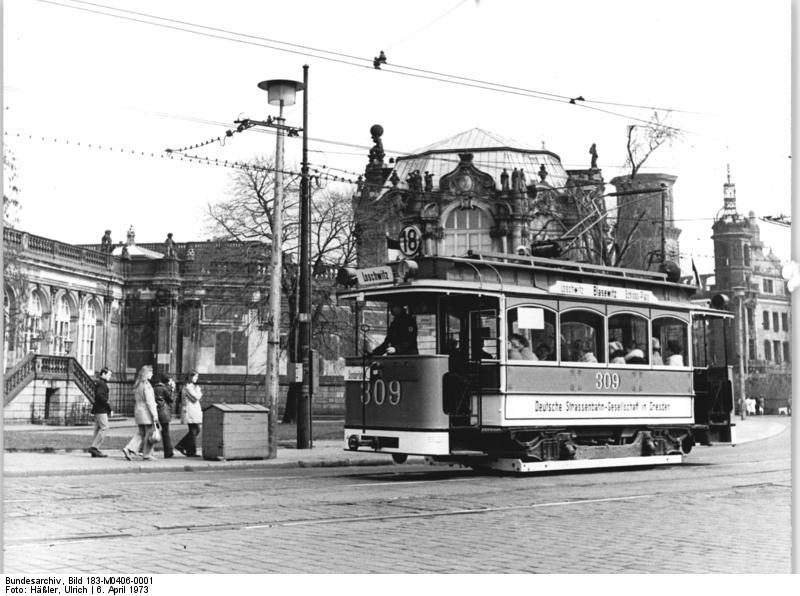
Stadtrundfahrt mit dem aufgearbeiteten historischen Triebwagen 309 am Dresdner Zwinger (1973)

Das älteste Fahrzeug ist ein 1902 in der Werkstatt des Betriebshofs Trachenberge gebauter Berolina-Triebwagen mit der Fahrzeugnummer 309, der bei der Eröffnungsfahrt auf der Plauenschen Grundbahn zum Einsatz kam. Kurz vor seiner Ausmusterung aus dem Liniendienst im Jahr 1965 wurde der Triebwagen unter Denkmalschutz gestellt und so vor der Verschrottung bewahrt. Für eine kurze, in München spielende Szene der Johannes-R.-Becher-Verfilmung Abschied wurde der Triebwagen ab Herbst 1967 für die DEFA nach einem Farbfoto des Jahres 1910 entsprechend aufgearbeitet und umgestaltet. Die Arbeiten fanden so statt, dass spezifisch Münchner Elemente nach den Filmaufnahmen (1968) leicht wieder abgenommen und durch erneutes Umspritzen (1969) der historische Zustand wiederhergestellt werden konnte. Im Jahr 1992 gehörte der Wagen der Dresdner Verkehrsbetriebe (DVB) zum Grundstock der Sammlung des neu gegründeten Museumsvereins. Von diesem wird er auch mit dem optisch passenden Beiwagen 87 gekuppelt, der 1911 ebenfalls als Eigenbau im Betriebshof Trachenberge entstand.
Die hier angegebenen Fahrzeugnummern folgen der Angabe des Straßenbahnmuseums, auf die Wiedergabe früherer Nummern wird verzichtet.

## Triebwagen
| Foto                                                                | Bezeichnung                      | Fahrzeugnummer | Hersteller | Baujahr | Kommentar |
| ------------------------------------------------------------------- | -------------------------------- | -------------- | --- | ------- | --- |
| Triebwagen 309, 2007                                                | Berolina-Triebwagen              | 309            | Deutsche Straßenbahngesellschaft Dresden, Btf. Trachenberge (Berolina-Fahrgestell, elektrische Ausrüstung von AEG) | 1902    | Dresdner Eigenbau, bis 1965 im Linieneinsatz, danach Aufarbeitung, seit 1968 historisches Fahrzeug,: S. 388 1997 erneut restauriert; denkmalgeschützt |
| Triebwagen 598 im Straßenbahnmuseum Dresden, November 2015          | Union-Triebwagen                 | 598            | Städtische Straßenbahn Dresden (Elektrik von AEG)                                                                  | 1911    | Dresdner Eigenbau mit Dachscheinwerfern und Fahrgestell „Berolina neu“, 1926/1927 Umbau (Ecklaternen, Scheinwerfer im Plattformblech, neue Elektrik und Motoren), 1931 bei der Kastenüberholung mit eckigen Fenstern versehen, 1948 Lyrabügel gegen Scherenstromabnehmer getauscht, 1957 Generalreparatur (glatte Seitenwände, Tausch des Fahrgestells gegen Union-Fahrgestell mit zwei AEG-Motoren), ab 1970 Rangierwagen, für den Fernsehzweiteiler Meines Vaters Straßenbahn 1979 zum Arbeits-Triebwagen 3148 umgestaltet, 1996 wegen fehlender Hauptuntersuchung abgestellt und dem Museum übergeben, 2003 als nicht betriebsfähiger Triebwagen 598 im Zustand der 1960er, 2006 in den Zustand der 1930er mit dem Lyrabügel des Tw 309 versetzt, teilweise Nutzung als Garderobe: S. 389 |
| Triebwagen 734 vor dem Straßenbahnmuseum Dresden, November 2015     | MAN-Einrichtungswagen            | 734            | Waggonbau Busch, Bautzen (MAN-Fahrgestell, Siemens-Motoren, AEG-Elektrik)                                          | 1913    | 1966 in Eigenleistung zum Einrichtungswagen umgebaut und modernisiert, 1975 letztmals im Linienbetrieb und seit 1983 Traditionswagen, dazu passender Beiwagen 1029: S. 391 |
| Arbeitstriebwagen 765 im Straßenbahnmuseum Dresden, November 2015   | MAN-Arbeitstriebwagen            | 765            | Städtische Straßenbahn Dresden (MAN-Fahrgestell, Siemens-Motoren, AEG-Elektrik)                                    | 1920    | Zweirichtungstriebwagen (sonst wie MAN-Einrichtungswagen 734), 1961 modernisiert und bis 1975 im Linienbetrieb, danach bis 1981 als Rangiertriebwagen, gehört seit 2002 zum Straßenbahnmuseum und ist (Stand: März 2024) noch nicht aufgearbeitet: S. 391 |
| Triebwagen 1644, 1998                                               | MAN-Triebwagen                   | 1644           | Waggonbau Busch, Bautzen (Siemens-Motoren, AEG-Elektrik)                                                           | 1925    | bis 1972 im Linienbetrieb und bis 1982 als Rangiertriebwagen, seit 1992 Traditionswagen im Zustand von 1955, wird seit 1999 aufgearbeitet und in den Zustand der 1930er versetzt, gekuppelt mit Beiwagen 1135: S. 390 |
| Triebwagen 937, 2022                                                | Union-Triebwagen                 | 937            | Städtische Straßenbahn Dresden (Elektrik von Siemens)                                                              | 1927    | Dresdner Eigenbau, bis 1967 im Linienbetrieb und seit 1972 im Bestand der historischen Fahrzeuge: S. 389 |
| Großer Hecht 1716, Mai 2005                                         | Großer Hecht                     | 1716           | Waggonbau Busch, Bautzen (Sachsenwerk-Elektrik)                                                                    | 1931    | im Zustand der sechziger Jahre, dazu passender Stahlbeiwagen 1314: S. 392 |
| Kleiner Hecht 1820, 2022                                            | Kleiner Hecht                    | 1820           | Waggonbau Busch, Bautzen (Sachsenwerk-Motoren)                                                                     | 1938    | seit 1972 mit Beiwagen 1219 als Traditionszug: S. 393 |
| Triebwagen 854 im Straßenbahnmuseum Dresden, April 2016             | Triebwagen (EVAG Nr. 82 bis 117) | 854            | Gothaer Waggonfabrik AG (AEG-Motoren)                                                                              | 1942    | Einer von acht von den Erfurter Verkehrsbetrieben ab 1968 übernommenen und 1969 modernisierten Triebwagen zur Modernisierung des Wagenparks der Lockwitztalbahn (Linie 31 der DVB), nach deren 1977 erfolgter Einstellung mit zwei weiteren Wagen nach Bad Schandau an die Kirnitzschtalbahn verkauft, 1994 mit einem zweiten Wagen durch den Förderverein Lockwitztalbahn e. V. zurückgekauft und am Kurpark der Bavaria-Klinik in Kreischa öffentlich abgestellt, mangels dauerhafter Unterbringung 2007 an das Straßenbahnmuseum abgegeben (das andere Fahrzeug wieder nach Erfurt): S. 399 |
| ET54 1538 im Straßenbahnmuseum Dresden, April 2016                  | Einheitstriebwagen ET 54 "LOWA"  | 1538           | VEB Waggonbau Gotha (Elektrik vom LEW Hennigsdorf)                                                                 | 1956    | 1967 in Eigenleistung zum Einrichtungstriebwagen umgebaut und an die ET 57 angeglichen, bis 1989 im Linienbetrieb, mit Beiwagen 1361 und 1362 in diesem Zustand erhalten: S. 394 |
| ET57 1587 im Straßenbahnmuseum Dresden, April 2016                  | Einheitstriebwagen ET 57 "Gotha" | 1587           | VEB Waggonbau Gotha (Elektrik vom LEW Hennigsdorf)                                                                 | 1959    | auch als „Gothawagen“ bekannter Zweirichtungswagen, ursprünglich für den VEB Nahverkehr Karl-Marx-Stadt gebaut, kam 1966 nach Dresden und war bis 1990 im Linienbetrieb, passende Beiwagen 1413 und 1422: S. 395 |
| T59E 1512 im Straßenbahnmuseum Dresden, April 2016                  | Einheitstriebwagen T59E "Gotha"  | 1512           | VEB Waggonbau Gotha (Elektrik vom LEW Hennigsdorf)                                                                 | 1960    | auch als ET 60 bezeichnete Variante des ET 57 als Einrichtungswagen, bis 1990 im Linienbetrieb, danach als Güterwagen genutzt und 1993 in den Museumsbestand übergeben, Aufarbeitung, Wiederinbetriebnahme zum Jahreswechsel 1994/1995, ab 2002 umfassende Rekonstruktion, seit 2013 wieder im Auslieferungszustand, passende Beiwagen 1413 und 1422: S. 395 |
| T4-62 1734 auf der Augustusbrücke, 2022                             | Großraum-Triebwagen T4 (T4-62)   | 1734           | VEB Waggonbau Gotha (Elektrik vom LEW Hennigsdorf)                                                                 | 1962    | im Rahmen der Typenbereinigung wurden die Modelle 1968/69 an die Straßenbahn Berlin abgegeben, Triebwagen 1734 wurde 1995 wieder nach Dresden geholt, passender Beiwagen 2015 folgte 1996: S. 396 |
| Großzug mit T4D 2000 an der Zugspitze, 2007                         | Tatra T4D                        | 2000           | ČKD Tatra, Prag (Elektrik von ČKD Trakce, Prag)                                                                    | 1967    | Prototyp der Tatra-Wagen in Dresden, jahrelang als Fahrschulwagen genutzt, anschließend aufgrund seiner Bedeutung zum Traditionsfahrzeug umgenutzt, 1999 in den Ursprungszustand zurückversetzt und seit 2002 mit Triebwagen 1998 und Beiwagen 272 105-7 als Großzug mit Doppeltraktion nutzbar: S. 397 |
| T4D 222 998 im Straßenbahnmuseum Dresden, August 2015               | Tatra T4D                        | 222 998        | ČKD Tatra, Prag (Elektrik von ČKD Trakce, Prag)                                                                    | 1968    | bis 2002 im Linienbetrieb, seitdem im Museumsbestand und im T4D-T4D-B4D-Großzug nutzbar: S. 397 |
| Triebwagen 224 201 beim 150-jährigen Jubiläum der Straßenbahn, 2022 | Tatra T4D-MT                     | 224 201        | ČKD Tatra, Prag (Elektrik von ČKD Trakce, Prag)                                                                    | 1973    | 1992 modernisiert, bis 2023 im Linienbetrieb, seitdem im Museumsbestand |
|                                                                     | Tatra T4D-MT                     | 224 269        | ČKD Tatra, Prag (Elektrik von ČKD Trakce, Prag)                                                                    | 1974    | 1994 modernisiert, bis 2023 im Linienbetrieb, seitdem im Museumsbestand |
|                                                                     | Tatra TB4D-MT                    | 244 046        | ČKD Tatra, Prag (Elektrik von ČKD Trakce, Prag)                                                                    | 1974    | Triebbeiwagen, bis 2023 im Linienbetrieb, seitdem im Museumsbestand |
| T6A2 226 001 beim 150-jährigen Jubiläum der Straßenbahn, 2022       | Tatra T6A2                       | 226 001        | ČKD Tatra, Prag (Elektrik von ČKD Trakce, Prag)                                                                    | 1985    | seit 1986 in Dresden nach ausgiebigen Tests in Prag, durch die Wende keine Übernahme der Baureihe in den Serienbetrieb, ab 1990 im Großzug als Stadtrundfahrtwagen, seit 2002 im Museumsbestand: S. 397 |

## Beiwagen im Personenverkehr
| Foto                                                           | Bezeichnung                  | Fahrzeugnummer | Hersteller                                        | Baujahr | Kommentar |
| -------------------------------------------------------------- | ---------------------------- | -------------- | ------------------------------------------------- | ------- | --- |
| Beiwagen 87 im Straßenbahnmuseum Dresden, August 2015          | Kleiner Normalbeiwagen       | 87             | Städtische Straßenbahn Dresden, Btf. Trachenberge | 1911    | Dresdner Eigenbau: S. 388 gekuppelt an Berolina-Triebwagen 309 |
| Beiwagen 307 im Straßenbahnmuseum Dresden, April 2016          | Großer Normalbeiwagen        | 307            | Städtische Straßenbahn Dresden                    | 1912    | Dresdner Eigenbau, seit 1972 im Bestand der historischen Fahrzeuge, passend zu Union-Triebwagen 937: S. 389 |
| Beiwagen 1135 im Straßenbahnmuseum Dresden, August 2015        | Großer Normalbeiwagen        | 1135           | Städtische Straßenbahn Dresden                    | 1918    | Dresdner Eigenbau, seit 1981 Traditionswagen, passend zu Triebwagen 1644: S. 390 |
| Beiwagen 1219 beim 150-jährigen Jubiläum der Straßenbahn, 2022 | Schwebeachsbeiwagen          | 1219           | Städtische Straßenbahn Dresden                    | 1926    | 1938/39 vom Normalbeiwagen zum Schwebeachsbeiwagen für den Kleinen Hecht umgebaut, seit 1972 mit Triebwagen 1820 Traditionszug: S. 393 |
|                                                                | Normaleinrichtungsbeiwagen   | 1029           | Waggonfabrik Lindner, Ammendorf                   | 1925    | 1966 in Eigenleistung zum Einrichtungswagen umgebaut und modernisiert, passend zu MAN-Einrichtungstriebwagen 734: S. 391 |
| Beiwagen 1314 beim 150-jährigen Jubiläum der Straßenbahn, 2022 | Stahlbeiwagen                | 1314           | Christoph & Unmack, Niesky                        | 1929    | seit 1972 Traditionswagen, passend zum Großen Hecht: S. 392 |
| Beiwagen 1361 im Straßenbahnmuseum Dresden, April 2016         | Einheitsbeiwagen EB 54       | 1361           | VEB Waggonbau Gotha                               | 1956    | als Zweirichtungswagen der Serie 1361–1390 in Betrieb genommen, 1967 zum Einrichtungsbeiwagen umgebaut und an die EB 57 angepasst, 1989 zur Aufarbeitung abgestellt, seit 1992 im Museumsbestand, Instandsetzung ab 1997 und Wiederinbetriebnahme 10/1998 und 5/1999 als historische Beiwagen, mögliche Zusammenstellung als Großzug mit dem ET 54 Nr. 1538: S. 394 |
| Beiwagen 1362 im Straßenbahnmuseum Dresden, April 2016         | Einheitsbeiwagen EB 54       | 1362           | VEB Waggonbau Gotha                               | 1956    | als Zweirichtungswagen der Serie 1361–1390 in Betrieb genommen, 1967 zum Einrichtungsbeiwagen umgebaut und an die EB 57 angepasst, 1989 zur Aufarbeitung abgestellt, seit 1992 im Museumsbestand, Instandsetzung ab 1997 und Wiederinbetriebnahme 10/1998 und 5/1999 als historische Beiwagen, mögliche Zusammenstellung als Großzug mit dem ET 54 Nr. 1538: S. 394 |
| Beiwagen 1413 im Straßenbahnmuseum Dresden, April 2016         | Einheitsbeiwagen EB 57       | 1413           | VEB Waggonbau Gotha                               | 1957    | passend zu den Triebwagen 1587 (ET 57) und 1512 (T59E/ET 60): S. 395 |
|                                                                | Einheitsbeiwagen EB 57       | 1422           | VEB Waggonbau Gotha                               | 1959    | passend zu den Triebwagen 1587 (ET 57) und 1512 (T59E/ET 60): S. 395 |
| Beiwagen 2015 im Straßenbahnmuseum Dresden, April 2016         | Großraum-Beiwagen B4 (B4-63) | 2015           | VEB Waggonbau Gotha                               | 1963    | im Rahmen der Typenbereinigung wurden die Modelle 1968/69 an die Straßenbahn Berlin abgegeben, Beiwagen 2015 wurde 1996 (dem Triebwagen 1734 folgend) wieder nach Dresden geholt: S. 396 |
| Beiwagen 272 105 im Straßenbahnmuseum Dresden, August 2015     | Tatra B4D                    | 272 105-7      | ČKD Tatra, Prag                                   | 1971    | seit 2002 im Museumsbestand und im T4D-T4D-B4D-Großzug nutzbar: S. 397 |

## Sonstige Fahrzeuge
| Foto                                                             | Bezeichnung               | Fahrzeugnummer | Hersteller                                                        | Baujahr | Kommentar |
| ---------------------------------------------------------------- | ------------------------- | -------------- | ----------------------------------------------------------------- | ------- | --- |
| Güterlok 3091 im Straßenbahnmuseum Dresden, November 2015        | Güterlok Freital          | 3091           | Henschel & Sohn, Kassel                                           | 1905    | von 1906 bis 1972 für die Güterbahn Deuben im Einsatz: S. 402 |
| Postwagen 35 im Straßenbahnmuseum Dresden, April 2016            | Postwagen                 | 35             | Waggonfabrik Lindner, Ammendorf                                   | 1908    | von 1908 bis 1960 auf der Lockwitztalbahn in Betrieb |
|                                                                  | Werkstattlore             | 3406           | Städtische Straßenbahn Dresden (Meinecke-Fahrgestell)             | 1920    | als offene Werkstattlore für den Straßenbahnhof Mickten zum Transport zwischen einzelnen Werkstätten gebaut, auf der Ladefläche mit vier Schienen zum Transport von Radsätzen in Stadtspur und Meterspur (Lößnitzbahn), Ende der 1970er als rollende Werkbank abgestellt, 1984 zum Transportwagen für T4D-Güterzüge umgebaut (aufgrund der fehlenden Kupplung immer nur zweite Lore), Anfang der 1990er Jahre abgestellt, seit 1992 im Museumsbestand und in den Zustand von 1947 zurückversetzt: S. 400 |
| Schüttgutbeiwagen 3301 im Straßenbahnmuseum Dresden, August 2015 | Schüttgutbeiwagen         | 3301           | Städtische Straßenbahn Dresden                                    | 1921    | „Bienert“-Schüttgutbeiwagen: S. 401 |
|                                                                  | Drehschemelwagen          | 3482           | Städtische Straßenbahn Dresden                                    | 1925    | einachsiger Drehschemelwagen: S. 401 |
| Güterbeiwagen 3261 im Straßenbahnmuseum Dresden, April 2016      | Güterbeiwagen "Tieflader" | 3261           | Dresdner Straßenbahn AG                                           | 1932    | Tieflader: S. 400 |
| Kippbeiwagen 722 507 im Straßenbahnmuseum Dresden, April 2016    | Kippbeiwagen              | 722 507-0      | VEB LOWA, Werdau                                                  | 1955    | Kipper mit hoher vorderer Stirnwand: S. 400 |
|                                                                  | Rollwagen                 | 3500           | VEB Verkehrsbetriebe Dresden                                      | 1969    | entstammt dem Fahrgestell des Beiwagen 1315 und diente dem Transport von Meterspurwagen der Lockwitztalbahn, dient heute als Gestell für den Schüttgutbeiwagen 3301 |
| Gleismesswagen 215 101 im Straßenbahnmuseum Dresden, April 2016  | Gleismesswagen            | 251 101-5      | RAW Leipzig-Engelsdorf                                            | 1970    | Kurzwagen mit geschlossener Kabine: S. 401 |
|                                                                  | Leiterwagen               | 251 102-3      | VEB Verkehrsbetriebe Dresden (Fahrgestell von Christoph & Unmack) | 1974    | Aufbau einer Drehleiter in Eigenbaumaßnahme: S. 401 |